# Andrew Blake
Andrew Blake, eg. Paul Nevitt, född 1947, är en amerikansk regissör, filmfotograf, filmproducent och manusförfattare av porrfilmer. Blake har blivit känd för sina mer sensuella och konstnärliga porrfilmer/erotiska filmer. Ofta medverkar bara eller nästan bara vackra kvinnor i filmerna. En aktris som dyker upp ofta i hans filmer är Dahlia Grey.

## Filmografi
1988
- Playboy: Sexy Lingerie (1988) (som Paul Nevitt)

1989
- Night Trips (Caballero). Jamie Summers, Marc DeBruin, Peter North, Porsche Lynn, Randy Spears, Ray Victory, Tanya DeVries, Tori Welles, Victoria Paris

1990
- Secrets (Caballero) Ashley Lauren, Ashlyn Gere, Brian Williams, Danielle Rogers, Fallon Saber, Jeanna Fine, Jon Dough, Kristen, Kristina King, Nikki Wilde, Nina Alexander, Peter North, Randy West, Rocco Siffredi, Samantha Strong, Shieka, Sunny McKay, Valerie Stone, Zara Whites
- House of Dreams (Caballero). Zara Whites, Ashlyn Gere, Danielle Rogers, Jeanna Fine, Randy West, Raven, Sabre, Veronica Doll, Rocco Siffredi
- Playboy: Sexy Lingerie II (1990) (som Paul Nevitt)

1991
- Playboy: Sexy Lingerie III (1991) (som Paul Nevitt)
- Desire aka Art of Desire aka Andrew Blake's Desire (VCA). Dahlia Grey, med Anita Blond, Isabella Camille, Ursula Moore, Frank Gun (South of France)

1992
- Andrew's Blake's Girls. Ashley Lauren, Ashlyn Gere, Jamie Summers, Jeanna Fine, Nina Alexander, Porsche Lynn, Tori Welles, Zara Whites
- Hidden Obsessions. Janine Lindemulder, med Julia Ann, Paula Price, Sunset Thomas, Dahlia Grey (spelar Jami Dion)

1993
- Sensual Exposure. Kelly O'Dell med Raven, PJ Sparxx, Deborah Diamond, Christine Tyler, Diedre Holland, Kristi Lynn, Heather Hart, Melanie Moore, etc.
- Les Femmes Erotiques aka The Erotic Women. Dahlia Grey, Julia Ann, Raven, med PJ Sparxx, Sunset Thomas, Kelly O'Dell, Deborah Wells, Christine Tyler, Peter North, etc.

1994
- Pin-Ups aka Andrew Blake's Pin-Ups. Dahlia Grey, med Regina Hall, Avalon, James Bonn, Katja Kean, Kitty Monroe, Laura Palmer, Lea Martini, Ramon Nomar
- Private Property

1995
- Playboy: The Best of Pamela Anderson 1995 (segment "Sexy Lingerie III") (som Paul Nevitt)
- Penthouse Pet of the Year Play-Off 1995 (som Paul Nevitt)
- Night Trips II. Cameo, Cheri Taylor, Derrick Lane, Eric Price, Erica Boyer, Heather Lere, Hunter Skott, Jon Dough, Julia Parton, Lauren Hall, Nina Alexander, Paula Price, Racquel Darrian, Randy Spears, Randy West, Tami Monroe
- Captured Beauty. Dahlia Grey, med Celeste, Jenteal, Misty Rain, Taylor St. Claire, Seana Ryan, Renee. Musik av Hitmaker

1996
- Unleashed aka Andrew Blake's Unleashed. Asia Carrera, Bruno Assix, Colt Steele, Dahlia Grey, John Decker, Laura Palmer, Lea Martini, Mark Davis, Misty Rain, Monique DeMoan, Rebecca Lord, Selena, Shelby Stevens, Vince Vouyer.

1997
- Possessions, med Anita Blond, Dahlia Grey, Taylor St. Claire, Vicca, Nikita Gross
- Dark Angel. Dahlia Grey och Lea Martini med Vicca, Jill Kelly, Felecia, Bruno Aissix
- Paris Chic. Lea Martini, med Coralie, Anita Blond, Taylor St. Claire, Eva Falk, Tanya La Riviere, Bruno Aissix, David Perry, Herve Pierre-Gustave

1998
- Wild. Isabella Camille, Dahlia Grey, Petra Havlasova (som Kelly Havel), Pamela Petrokova
- Wet. Dahlia Grey, med Anita Blond, Diana, Avalon och Vince Vouyer
- High Heels aka Obsessions High Heels. Dahlia Grey, introducerar Kelly Havel, med Isabella Camille, Pamela Petrokova (Rome)
- Delirious. Anita Blond, Dahlia Grey, Frank Gun, Isabella Camille, Ursula Moore

1999
- Playthings. Dahlia Grey, introducerar Karin, Ashley, Victoria Knight, Regina Hall
- Pin-Ups^2 aka Andrew Blake's Pin-Ups^2. Dita Von Teese, Anita Blond, med Dale Bonet, Inari Vachs, Nina Kornikova, Regina Hall, Temptress
- Aroused. Dahlia Grey med Carmen, Inari Vachs, Mark Davis, Olivier Sanchez, Regina Hall, Tera Patrick, Victoria

2000
- Art of Desire. Zara Whites med Amber Lynn, Savannah, Racquel Darrian (Marc Dorcel)
- Decadence. Anita Blond, Chelsea Blue samt introduktion av Zdenka Podkapova, Sophie Evans (Venedig, Italien)
- Secret Paris. Regina Hall och Zdenka med Adriana Sage, Bree Maddox, Dale Bonet, Kate More, Sophie Evans
- 2000 Part One / 2000 Part two. Dahlia Grey
- Amy and Julie. Julie Strain

2001
- Exhibitionists. Anita Blond samt introduktion av Justine (Joli) med Kyla Cole, Sierra (Paris)
- Aria. Introduktion av Aria Giovanni, med Adriana Sage, Kelle Marie, Sierra, Vince Vouyer
- Blond & Brunettes. Anita Blond, Aria Giovanni, Kyla Cole, Kelle Marie, Ava Vincent, John Decker (Rom, Italien)

2002
- The Villa. Kyla Cole, Nika, Justine, Elsa Versus, Tara Radovic
- Girlfriends. Aria Giovanni, Sierra, Monica Mendez, April
- Justine. Justine (Joli) med Aria Giovanni, Elle Williams, Erica Campbell, Emily Marilyn

2003
- Adriana. Adriana Sage med Emily Marilyn, Aria Giovanni, Justine
- Dollhouse med Dahlia Grey samt introduktion av Jacqueline. Skådespelare: Monica Mendez, Nika, Jade, Rachel Rotten och Celeste
- Hard Edge. Nika samt introduktion av Nicola med Kelle Marie, Julia Taylor, Faith Adams, Julian, Adriana (Sage) och Justine (Joli).

2004
- Feel The Heat med Janine Lindemulder, Julia Ann, Dahlia Grey, April, Michelle-Marie, Justine, Selena, Lea Martini, Misty Rain, Shelby Stevens och Faith Adams
- Naked Diva med Dahlia Grey, Aria Giovanni, Adriana Sage samt introduktion av Chiane, Jelena Jensen
- Teasers / Teasers 2. Dahlia Grey, Kimberly Kane, Celeste Star, Melisande, Valentina Vaughn

2005
- Close-Ups. Introduktion av Lorraine aka Tall Goddess, Ginger Jolie, Paola Rey med Jacqueline, Charlie Laine, Nicole Loren, Jean Val Jean
- Flirts. Introduktion av Ginger Jolie med Adriana Sage, Dahlia Grey, Holly Hollywood, Barrett Blade, Isabella Camille, Justine (Jolie).
- Body Language. Ginger Jolie och Haley Paige med Paola Rey, Charlie Laine, Bobbie Blair, Justine (Joli), Sarah Blake, Jelena Jensen, Kim Cream, Jean Val Jean. Musik av Skehma.